# Vol au-dessus d'un nid de fachos
Vol au-dessus d'un nid de fachos : Dieudonné, Soral, Ayoub et les autres est un essai de Frédéric Haziza, publié par Fayard en janvier 2014. Il est consacré à « la nébuleuse Dieudonné » et à trois de ses principales figures : Dieudonné, « le propagandiste », Alain Soral, « l'idéologue », et Serge Ayoub, « le milicien ».

## Présentation
Selon Frédéric Haziza, ces trois personnes sont unies par « le rejet du Juif et de l'homosexuel ». Il affirme également qu'en juin 2013, à l'initiative de Rodolphe Crevelle, « un militant de l'ultra-droite identitaire depuis 35 ans », « l'ultra-droite fomentait un coup d'État » qui aurait été craint au plus haut sommet de l'État.

## Contexte
Le livre a pour origine les attaques dont Frédéric Haziza fait l'objet depuis fin 2012 dans la mouvance des trois intéressés, après avoir refusé d’inviter Alain Soral dans son émission sur La Chaîne parlementaire,.
En février 2014, la justice a débouté Frédéric Chatillon de son assignation en référé pour injures contre Frédéric Haziza, qui le qualifie de néonazi et de négationniste dans son ouvrage.

## Critiques
Sur Slate, David Navaro estime que si Frédéric Haziza « livre un ouvrage de combat courageux qui se veut une réponse engagée à ses diffamateurs » et « dépeint avec justesse une France à la dérive minée par ses démons communautaires [...] », « la stigmatisation systématique occulte la bonne compréhension d'un phénomène qui imprègne la société dans des proportions dont il semble aujourd'hui très difficile de prendre la mesure ».
L'historien Nicolas Lebourg contredit la thèse du putsch défendue par Frédéric Haziza : « on est dans une fantasmagorie de gauche si on croit à la faisabilité d'un putsch. Il faut savoir raison garder ».
Pour Minute, « Frédéric Haziza nous assène un ouvrage qui n'a rien d'une enquête mais tout d'une mauvaise compilation de (souvent) mauvaises infos, analysées à coups de préjugés ».